# Svezia ai X Giochi olimpici invernali
La Svezia partecipò ai X Giochi olimpici invernali, svoltisi a Grenoble, Francia, dal 6 al 18 febbraio 1968, con una delegazione di 68 atleti impegnati in nove discipline.

## Medagliere

### Per discipline
| Sport                   | Oro | Argento | Bronzo | Totale |
| ----------------------- | --- | ------- | ------ | ------ |
| Sci di fondo            | 2   | 2       | 1      | 5      |
| Pattinaggio di velocità | 1   | 0       | 1      | 2      |
| Biathlon                | 0   | 0       | 1      | 1      |
| Totale                  | 3   | 2       | 3      | 8      |

### Medaglie
| Medaglia | Atleta                                                           | Sport                   | Evento                      |
| -------- | ---------------------------------------------------------------- | ----------------------- | --------------------------- |
| Oro      | Johnny Höglin                                                    | Pattinaggio di velocità | 10000 m maschile            |
| Oro      | Toini Gustafsson                                                 | Sci di fondo            | 5 km femminile              |
| Oro      | Toini Gustafsson                                                 | Sci di fondo            | 10 km femminile             |
| Argento  | Jan Halvarsson Bjarne Andersson Gunnar Larsson Assar Rönnlund    | Sci di fondo            | Staffetta maschile          |
| Argento  | Britt Strandberg Toini Gustafsson Barbro Martinsson              | Sci di fondo            | Staffetta femminile         |
| Bronzo   | Lars-Göran Arwidson Tore Eriksson Olle Petrusson Holmfrid Olsson | Biathlon                | Staffetta 4x7,5 km maschile |
| Bronzo   | Örjan Sandler                                                    | Pattinaggio di velocità | 10000 m maschile            |
| Bronzo   | Gunnar Larsson                                                   | Sci di fondo            | 15 km maschile              |